# Zentraler Kurierdienst

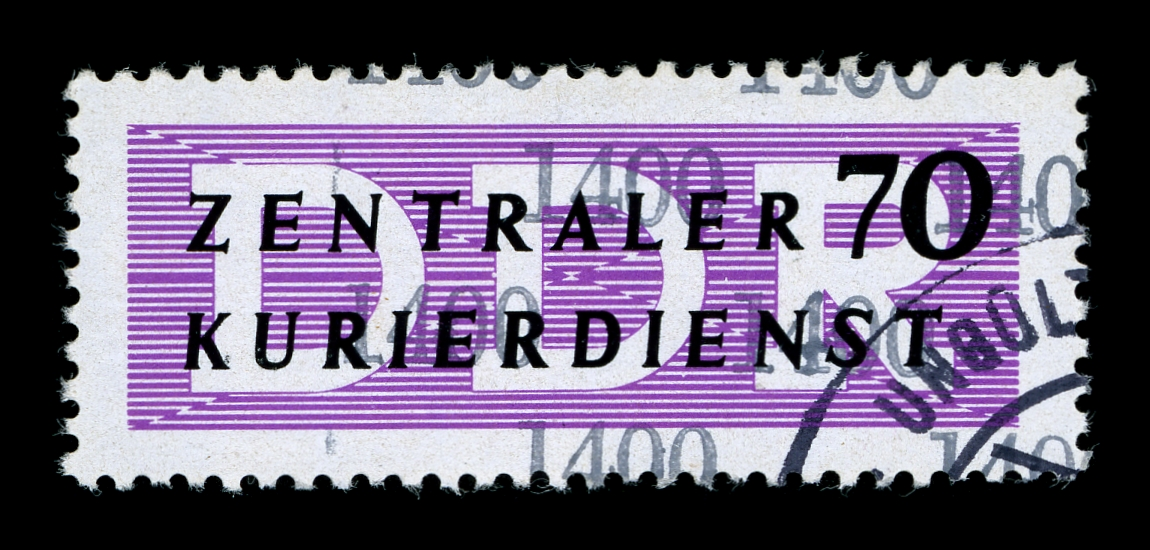
Zentraler Kurierdienst mit Stempel: ungültig, wohl Gefälligkeitsstempel für Sammlerzwecke, da noch gummiert

Der Zentrale Kurierdienst war ein von der Deutschen Post der Deutschen Demokratischen Republik durchgeführter Postdienst des DDR-Innenministeriums.

## Dienstbriefe und Postsache
Das Gebührenablösungsverfahren für Briefsendungen der Reichsbehörden (Frei durch Ablösung Reich) wurden nach dem Krieg nicht wieder eingeführt, wie das Amtsblatt für die sowjetische Besatzungszone Deutschlands vom 15. September 1947 verkündete. Es sind Postsendungen mit Ablösungsvermerken von Sachsen, gemeint sind die Ober-Post-Direktions-Bezirke Dresden und Chemnitz, bis Ende 1945 bekannt.
Gebührenfrei waren die von den alliierten Kontrollbehörden ausgehenden Postsendungen an Behörden, Firmen und Privatpersonen.
Unter Dienstpostsendungen verstand man die von Postdienststellen ausgehenden Schreiben an Besatzungs-, Staats-, Landes-, Provinzial- und Gemeindebehörden usw., sowie an Privatpersonen gerichtete Schreiben, die nicht überwiegend den eigenen Belangen des Empfängers dienten, ferner Antworten auf Beschäftigungsgesuche. Ab 1948 war die Versendung als Dienstpost auch zulässig für Beiträge der Betriebskorrespondenzen der Deutschen Post an die Hauptverwaltung Post- und Fernmeldewesen. Diese Sendungen trugen den Vermerk „Postsache“ unter Angabe des Absenders und Dienstsiegels oder -stempels. Solche Sendungen waren gebührenfrei. Postsachen, die überwiegend eigenen Belangen des Empfängers dienten, galten als „Gebührenpflichtige Dienstsache“. Waren solche Sendungen nicht- oder ungenügend frankiert, wurde bis zur Postordnung von 1959 nur der eigentliche Fehlbetrag nacherhoben. Mit Ausnahme der Zeit vom 15. Januar 1947 bis zum 30. Juli 1949 galten auch die gelben Postscheckbriefumschläge als Postsache.

## Behördenpost und Geschäftspost
Briefsendungen des Zahlungsverkehrs von Banken und Sparkassen mit dem rot umrandeten Vermerk „Zahlungsverkehr“ wurden ab Oktober 1948 beschleunigt befördert und abgetragen. Eine besondere Gebühr wurde dafür nicht erhoben. Fast gleichzeitig wurde im November 1948 die Behördenpost eingeführt. Man verstand darunter die Briefsendungen aller Behörden und öffentlichen Organisationen, unter anderem der Landesregierungen, Kreisräte, Bürgermeister, Polizei, Gerichte. Arbeitsämter, Handwerkskammern, Forstämter, Industrie- und Handelskammern, Parteien, der Vereinigung der gegenseitigen Bauernhilfe, Volkssolidarität, Freie Deutsche Jugend (FDJ) und des Frauenbundes (DFD). Mit dem Vermerk „Behördenpost“ oberhalb der Anschrift wurden sie bevorzugt behandelt. Auch hierfür wurden keine besonderen Gebühren erhoben. Solche Sendungen waren möglichst zu vereinbarten Zeiten bei den Postanstalten abzugeben. Sie wurden dann in Bunden oder Beuteln mit der Aufschrift „Dienstpost“ zum Bestimmungsort befördert und dort schnellstmöglich ausgetragen.
Am 15. März 1949 wurden alle Arten von Briefsendungen, Päckchen und Pakete mit dem Vermerk „Saat“ oder „Ernte“ als Behördenpost zugelassen. Vom 1. August 1949 an konnten auch die von privaten Absendern (insbesondere Rechtsanwälten, Sachverständigen usw.) eingelieferten Sendungen an Behörden durch den Vermerk „Behördenpost“ gekennzeichnet werden. Für Sendungen, die regelmäßig getauscht wurden, wurde die Versendung als Bahnhofsbrief vorgeschlagen.
Am 15. März 1950 wurde die Bezeichnung „Behördenpost“ durch „Geschäftspost“ ersetzt. Die alte Bezeichnung wurde weiter akzeptiert. Immerhin gehörte nun auch die Post aller für die Volkswirtschaft arbeitenden Betriebe zur Geschäftspost und wurde wie bisher getrennt von der normalen Post in eigenen Bunden bearbeitet.

## Direkter Postaustausch 1951–1955
Am 2. Januar 1951 wurde zwischen den Regierungsstellen in Berlin und bei der sächsischen Landesregierung ein direkter Postaustausch eingerichtet. Die Regierungsstellen brachten durch Kurier ihre Post zum Postamt W 1 im Haus der Ministerien in der Leipziger Straße und nahmen die für sie bestimmten Sendungen in Empfang. Nach einer internen Anordnung waren die Sendungen gebührenfrei. Sie erhielten den Tagesstempel BERLIN W 1a oder 1b. Mit der Einführung der „Verwaltungspost A“ endete der Dienst am 9. Oktober 1955.

## Kalter Krieg
Mitten im „kalten Krieg“ zwischen der Deutschen Demokratischen Republik und der Bundesrepublik Deutschland glaubte man, in der DDR Maßnahmen zur Gewährleistung der Sicherheit der Postbeförderung der Staats-, Verwaltungs- und Wirtschaftsorgane treffen zu müssen. Das Ministerium des Inneren richtete im Februar 1952 einen entsprechenden Postdienst für Postsendungen zwischen staatlichen Stellen ein. Es sollte verhindert werden, dass feindliche Kräfte irgendwelche Schriftstücke in den Verkehr einschleusen konnten. Die Behörden ließen ihre Post von einem Boten bei vereinbarten Postanstalten einliefern. Solche Sendungen wurden, getrennt von der normalen Post, beschleunigt befördert. Der Dienst war auf den Sendungen nicht besonders gekennzeichnet.

## Verwaltungswertpost 1952–1956
Für wichtige oder wertvolle Postsendungen wurde am 1. Oktober 1952 die Verwaltungswertpost geschaffen. Es war dies ein vereinfachtes Verfahren der amtlichen Wertpost, bei der auf die Wertangabe verzichtet wurde. Die Koordinierungsstelle kennzeichnete die Sendungen mit dem Vermerk „Verwaltungswertpost“, ab 1. Juni 1954 rot unterstrichen. Zur Briefgebühr kam eine feste Behandlungsgebühr. Zur Frankatur waren alle gängigen Frankaturmöglichkeiten zugelassen, später nur Dienstmarken. 
Zum 1. Juli 1954 kam es zu einer Neuregelung der Verwaltungspost. Behörden, Verwaltungen und volkseigene Betriebe, der Konsum und andere Handelsgenossenschaften sowie Institutionen und Einrichtungen staatlicher Organe waren jetzt verpflichtet, Schriftstücke, die nicht als Verschlusssache galten, als Verwaltungswertpost zu versenden. Die Versendung an Privatpersonen war untersagt. Am 31. März 1956 wurde die Beförderung von Verwaltungswertpost eingestellt.

## Zentraler Kurierdienst 1955–1956

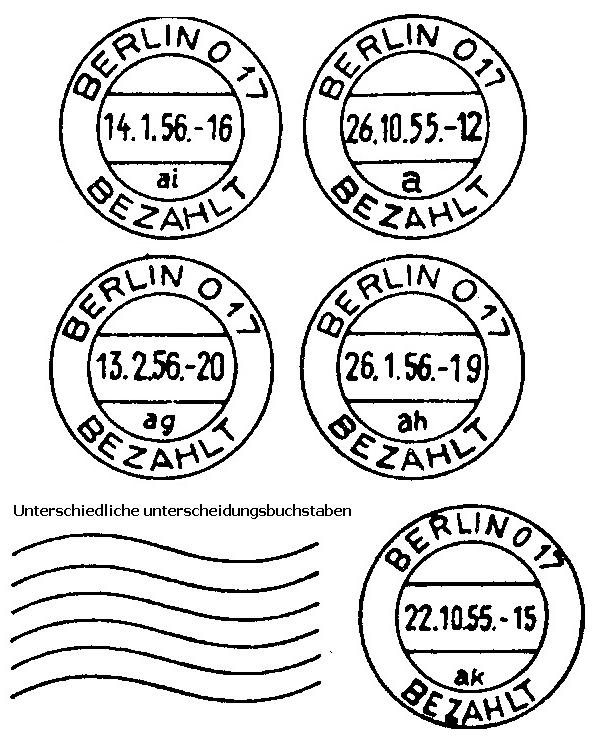
DDR-Stempel „Berlin 0 17“

Das Verwaltungspostverfahren genügte den Sicherheitsanforderungen der Regierung der DDR nicht und so kam es am 10. Oktober 1955 zur Einrichtung eines Zentralen Kurierdienstes. Vom 10. Oktober 1955 bis zum 31. März 1956 kam es als Nächstes zur Verwaltungspost mit rotem „Bezahlt“-Stempel aus Berlin. Entsprechende Postsendungen wurden beim „Postamt Berlin 0 17“ angeliefert und dort gestempelt weiterbefördert. Briefe nach Berlin hatten einen normalen Stempel und blieben daher weitgehend unerkannt. Allerdings trugen solche Sendungen auf der Rückseite Durchgangsstempel. 

DDR-Verwaltungspost 1956

Die gesamte Post der staatlichen, wirtschaftlichen und anderer Verwaltungsstellen wurden auf dem Kurierwege befördert. Von Berlin aus ging dieser Dienst bis in die Bezirke und Kreise (ab 10. Oktober 1956) und zurück (ab 11. Oktober 1956). Nach Aufnahme der Tätigkeit des Zentralen Kurierdienstes waren die bestehenden Kurierdienste innerhalb der Deutschen Demokratischen Republik aufzulösen. Ausgenommen hiervon war der Kurierdienst des Ministeriums des Inneren und des Ministeriums für Auswärtige Angelegenheiten. Gleichzeitig wurde eine zusammenfassende Anleitung für die Mitarbeiter der Deutschen Post herausgegeben. Für den Zentralen Kurier-Dienst (ZKD) war der Minister des Inneren, für das nun eingeschränkte Verfahren mit Dienstmarken bis zur Einstellung am 7. Juni 1960 der Minister für Post- und Fernmeldewesen zuständig.
Die interne Bezeichnung der deutschen Post für Postsendungen mit Dienstmarken war „Verwaltungspost“. Mit der Einrichtung des Zentralen Kurierdienstes wurde eine Unterscheidung erforderlich. Es wurde nun zwischen „Verwaltungspost A“ (mit Dienstmarke) und „Verwaltungspost B“ unterschieden. In beiden Fällen bestand die Aufgabe der Post in der Annahme, Sortierung, Beförderung und Zustellung der Sendungen. Dieser Zentrale Kurierdienst bestand bis zum 31. März 1956.

## Dienstmarken
Am 15. August 1954 werden im Einvernehmen mit dem Ministerium des Inneren Dienstmarken herausgegeben. Alle staatlichen Organe, alle staatlichen Institutionen, die Betriebe und Verwaltungen der volkseigenen Wirtschaft, die Organe des staatlichen Handels sowie die volkseigenen Kreditinstitute sind verpflichtet, die von ihnen ausgehenden und nach Orten in der Deutschen Demokratischen Republik oder nach dem demokratischen Sektor von Groß-Berlin gerichteten Postsendungen mit Dienstmarken freizumachen. Auf Antrag können den Parteien, den demokratischen Massenorganisationen und den Genossenschaften die Verwendung von Dienstmarken gestattet werden. Absenderfreistempler können weiterverwendet werden, wenn der Wertstempel in blauer Farbe abgedruckt wird. Die Dienstmarken dürfen nur für die Freimachung dienstlicher Postsendungen Verwendung finden. Ihr Verbrauch ist zu überwachen. Dienstsendungen waren an dem vom Postamt bezeichneten Schalter gegen speziellen Ausweis zu vorher vereinbarten Zeiten einzuliefern. Die Einlieferung durch den Briefkasten war untersagt. Die Verwendung gewöhnlicher Briefmarken war verboten. Das Höchstgewicht solcher Sendungen betrug 1 kg, Päckchen und Pakete waren nicht zulässig. Zur Beschleunigung der Dienstpost wurden diese nicht der Abteilung 12 zugeführt. Bei der Abteilung 12 handelte es sich um die Zensurstelle des Ministeriums für Staatssicherheit (MfS). 
Im Laufe der Zeit kamen immer neue Institutionen hinzu, sogar Unternehmen, an denen der Staat nur beteiligt war. Anfangs gab es keine umfassende Dienstanweisung, Sicherheitslücken taten sich auf. Die Post war für die Durchsetzung zuständig, die Verfügungen des Innenministeriums waren aber streng vertraulich, meist auch nur mündlich erteilt.
Der Zentrale Kurierdienst führte 1956 neue Wertzeichen ein. Nachdem der Zentrale Kurierdienst seine Arbeit aufgenommen hatte, wurden Dienstmarken noch im Verkehr mit den nicht zur ZKD gehörenden Empfängern verwendet. Die Verwendung der Dienstmarken war bis zum 7. Juni 1960 und blau abgeschlagener Freistempel bis zum 15. Mai 1960 zulässig. Dienstmarken durften postfrisch nicht in den Handel kommen. Nach der Außerkurssetzung von Dienstmarken wurden die Restbestände an Sammler verkauft, einzelne Ausgaben sogar nachgedruckt.

## Zentraler Kurierdienst 1956–1960
In diesem Zeitraum gab es neben dem auf postalische Einrichtungen gestützten Zentralen Kurierdienst ZKD des Ministeriums des Inneren noch die Verwaltungspost A als Geschäftspost unter Freimachung mit Dienstmarken und Beförderung durch die Post. Am 1. April 1956 wurden die zentralen staatlichen Organe, Räte der Bezirke, Kreise, Städte, Stadtbezirke und Gemeinden, volkseigene Betrieben sowie staatliche Institutionen und Einrichtungen der Deutschen Versicherungsanstalt, der volkseigenen Güter und des volkseigenen Handels an den Zentralen Kurierdienst angeschlossen. 
Über den Zentralen Kurierdienst durften aber, von festgelegten Ausnahmen abgesehen, keine Sendungen an Parteien, Genossenschaften, Banken, Sparkassen, und Privatpersonen gesendet werden. Wenn es sich dennoch um Dienstpost handelte, konnten sie weiterhin als Geschäftspost, nach den dort geltenden Bestimmungen, mit Dienstmarken oder Freistempler aufgegeben werden. Die Briefsendungen (inkl. Päckchen) ohne Zusatzleistungen waren mit besonderen Marken durch den Absender freizumachen. Aufgeliefert wurden die Sendungen beim Aufgabepostamt. Die Abholung beim Empfängerpostamt hatte an besonderen Schaltern durch Bevollmächtigte zu erfolgen. Die Sendungen wurden 30 Tage aufbewahrt, anschließend die Briefumschläge vernichtet.
Jeder Brief, der vom Zentralen Kurierdienst transportiert wurde, musste auf der Vorderseite und auf der Rückseite zwei Kontrollstempel haben. Waren diese vorhanden, galt der Brief als ordentlich zugestellt. Der Stempel auf der Vorderseite und ein Stempel auf der Rückseite müssen von der Kontrollstelle des Postamtes angebracht werden, bei der der Brief aufgegeben wurde (in Berlin immer Postamt 0 17). Der zweite Stempel auf der Rückseite wurde von der Kontrollstelle des Auslieferpostamtes angebracht. Die Stempelung erfolgt nur, wenn die Post entsprechend den Vorschriften aufgegeben und transportiert wurde. Briefe, die innerhalb eines Kreises oder einer Stadt transportiert wurden, hatten auf der Rückseite nur einen Stempel.
Die Schriftstücke die zur „Vertraulichen Dienstsache“ erklärt worden waren, liefen über den Kurierweg wie Verwaltungspost A. Die Sicherheit galt auch ohne Quittungsleistung durch die Deutsche Post gewährleistet. Die zuständigen Postanstalten konnten nur Auskunft in rein postalischen Angelegenheiten geben. Auskünfte über Fragen der Behandlung der Verwaltungspost A und des Kurierdienstes waren von den Sekretären der Räte einzuholen, der sich in Zweifelsfällen an das Ministerium des Innern wenden konnten.
Ab dem 1. Oktober 1956 war statt der ZKD-Wertzeichen auch die Verwendung von ZKD-Absenderfreistemplern in violetter Farbe zugelassen. Auf der Außenseite der Briefsendungen erschien eine ZKD-Nr. in der Absender bzw. Empfängerangabe. Seit dem 1. März 1957 konnten Schreiben mit dem Vermerk „Mit Zustellurkunde“ aufgegeben werden. Für Briefe mit dem Vermerk „mit Einlieferungsschein“ war ein solcher auch erteilt worden. Unter den Vermerk „Vertrauliche Dienstsache“ war ab dem 1. August 1958 eine VD-Nummer anzugeben. 
Im Gesetz über das Post- und Fernmeldewesen vom 3. April 1959 regelt § 4 die Rechte anderer staatlicher Organe, als die der Post, zum 1. August 1959:
- Dem Minister für Nationale Verteidigung steht das Recht für Post- und Fernmeldeanlagen und für Presseerzeugnisse zu, die für die nationale Verteidigung bestimmt sind. (Feldpost)
- Der Minister des Inneren übt das Recht für den staatlichen Kurierdienst aus.

Am 30. September 1960 wurden alle Wertstreifen des Zentralen Kurierdienstes ungültig. Wie bisher durften alle Marken und Wertstreifen für den Zentralen Kurierdienst während ihrer Gültigkeit nicht an Privatpersonen abgegeben werden. Die gebrauchten Umschläge waren zu Kontrollzwecken bis zu drei Monaten aufzubewahren und danach zu vernichten. Die Abgabe von entwerteten Wertzeichen an Sammler war verboten. Ab 1957 waren die Marken einzureißen, um für Sammler an Wert zu verlieren. Erst nach der Verwendungszeit wurden die ZKD-Wertstreifen abgegeben und teilweise sogar nachgedruckt.

## Zentraler Kurierdienst 1960–1972
Vom 15. Juni 1960 an trat an Stelle der Freimachung mit ZKD-Wertstreifen nach und nach ein ZKD-Rechteckstempel. Die Postgebühren wurden verrechnet.

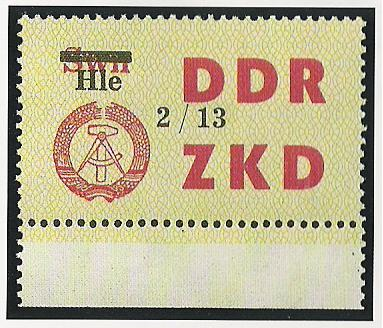
Laufkontrollzettel für volkseigene Betriebe

Ab dem 1. September 1960 waren alle ZKD-Wertstreifen ungültig. Zur Freimachung waren ZKD-Absenderfreistempler in Violett oder Blau mit monatlicher Gebührenverrechnung vorgeschrieben. In der gleichen Anordnung wurden Päckchen in Rollenform zugelassen. Das Höchstgewicht betrug 4.000 g (Ausnahmen waren zugelassen). Alle Sendungen waren weiterhin auch mit Zustellungsurkunde oder als Vertrauliche Dienstsache zugelassen. Auf der Außenseite war die Anschrift und die Bezeichnung des ZKD-Teilnehmers und der Name und die Dienststellung des Empfängers anzugeben. Vertrauliche Dienstsachen waren durch Stempelabdruck und darunter Registriernummer und Jahreszahl zu Kennzeichnen. Nach drei Monaten waren die Umschläge der Altpapierverwertung zuzuführen.

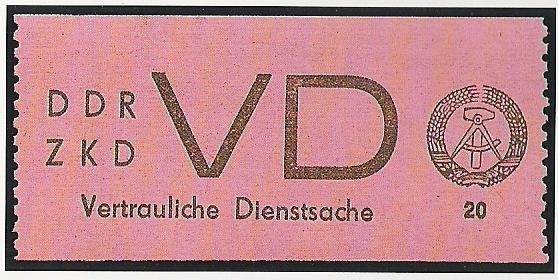
Aufkleber für Vertrauliche Dienstsachen

Ab 15. Juni 1963 war bei Vertraulichen Dienstsachen ist in der Anschrift zusätzlich die Angabe von Sektor, Sachgebiet, Referat usw., in der der Empfänger tätig war, anzugeben.
Ab 1. April 1965 waren auch Vertrauliche Dienstsachen in Rollenform zugelassen. Das Höchstgewicht betrug 4.000 g, die Zusatzleistungen waren durch entsprechende Wertzeichen freizumachen.
Seit dem 15. November 1967 war an Stelle der Aufkleber „VD“ und „ZU“ nun auch ein Stempelabdruck „VD“ bzw. „ZU“ in rot zugelassen. Die Aufkleber blieben bis zum 1. September 1969 gültig.

## Zentraler Kurierdienst 1972–1988
Durch eine Anordnung zum Schutz der Dienstgeheimnisse vom 6. Dezember 1971 wurde der Zentrale Kurierdienst zum 1. März 1972 neu geregelt. Absenderfreistempel mit besonderem Wertfeld „Zentraler Kurierdienst“ und Kastenstempel durften nicht mehr verwendet werden. 

Gebühren und ZKD-Stempel

Die Aufgaben des Zentralen Kurierdienstes im Auftrage des Innenministeriums wurden von der Deutschen Post gebührenpflichtig durchgeführt. (Sperrgutzuschlag für Sendungen deren größte Länge mehr als 80 cm beträgt)
Die Vorschriften über das Äußere änderten sich. Fensterbriefumschläge waren nicht zulässig. Neben der genauen Anschrift wurde der Stempel „Nur für den Dienstgebrauch“ bzw. „Vertrauliche Dienstsache“ mit VD-Nummer oder „Mit Zustellungsurkunde“ je nach dem Grad der Vertraulichkeit abgeschlagen. Sendungen, die ohne einen solchen  Stempel aufgegeben wurden, erhielten nachträglich den Stempel „Nur für den Dienstgebrauch“ und handschriftliche „T“ für Transport. Sendungen, für die der Absender einen Aufgabenachweis verlangte, waren mit einer Transportnummer zu versehen. Für solche Sendungen war die Post schadensersatzpflichtig. Die Sendungen waren nicht freizumachen. Die Gebühren wurden im ZKD-Ausgangsbuch bescheinigt, die Gebühren durch Barzahlung oder Verrechnung entrichtet. Die Zusatzgebühren für „VD“ bzw. „ZU“ wurden wie bisher erhoben. Die Abgabe von Verpackungsmaterial an Sammler wurde offiziell verboten.

## Zentraler Kurierdienst 1988–1990
Eine neue Anordnung über die Geheimhaltung und eine über Dienstsachen, beide vom 3. Februar 1988, bekamen zum 1. April 1988 Gültigkeit. Sie brachten eine erneute Umgestaltung und Vereinfachung des Zentralen Kurierdienstes. Neben der Anschrift war ein Kennzeichenstempel „ZKD“ anzubringen. Für bestimmte Staatsorgane konnte die Volkspolizei die Verwendung von Zusatzbuchstaben im Stempel „ZKD“ festlegen. Die Transportnummer war einzutragen, wenn ein besonderer Einzelnachweis verlangt wurde. Die Bezeichnung „Zustellungsurkunde“ war erforderlich, wenn der Nachweis der Aushändigung gewünscht wurde. Sollte nur der Leiter der Dienststelle den Brief öffnen, war der Vermerk „persönlich“ anzubringen. Alle anderen Kennzeichnungen waren unzulässig. Anfangs gab es Übergangsschwierigkeiten.
Auf Beschluss des Ministerrates der DDR vom 14. März 1990 war der Zentrale Kurierdienst zum 1. Mai 1990 Teil der Deutschen Post geworden. An den Strukturen und den Laufzeiten änderte sich nichts. Jedoch wurden „aufwandsdeckende“ Gebühren erhoben (Preiskarteiblatt 15/90). Es war den Absendern freigestellt, sich des Kurierdienstes zu bedienen. Der Vermerk „persönlich“ war nicht mehr zulässig. Mit Verfügung VMBl. VF Nr. 99 (Verfügungs und Mitteilungsblatt, Verfügung Nr. 99) vom 20. Juni 1990 wurde der Zentrale Kurierdienst zum 1. Juli 1990 eingestellt.